# Drumheller
Drumheller este o localitate cu un număr de 7932 (2006) locuitori, din provincia Alberta, Canada. Ea este situată la ca. 110 km est de Calgary pe cursul lui Red Deer River. Localitatea devine renumită prin descoperirea  în anul 1884 de către  Joseph Burr Tyrrell, pe valea Red Deer River Valley de fosile sau schelete de dinozauri. Muzeul Royal Tyrrell Museum of Palaeontology din localitate va purta numele lui Tyrrell.